# Маленькие тайны
Маленькие тайны Стамбула (тур. Küçük Sırlar) — турецкая телевизионная подростковая драма. Серии транслировались на Kanal D в июле-ноябре 2010 года, а также на канале Star TV с октября 2010 по сентябрь 2011 годов. Проект является атаптацией американского телесериала «Сплетница» (англ. Gossip Girl). Продюсером сериала выступил Тимур Савджи, а главные роли исполнили известные турецкие актёры Синем Кобал, Бурак Озчивит, Мерве Болугур, Кадир Догулу и другие.

## Сюжет
В основу идеи сериала легла жизнь молодых людей, составляющих «элиту» Стамбула. Дети богатых родителей, которые посещают привилегированную школу, а помимо учёбы они дружат, ссорятся, принимают наркотики, ревнуют, страдают, любят, ненавидят и всё остальное, что присуще героям подростковых драм.
Основными действующими персонажами телесериала являются Су Мабенджи (Синем Кобал), Арзу Алпасан (Ипек Карапынар), Али Эрараслан (Кадир Догулу) и его друг — Четин Атешоглу (Бурак Озчивит),  а также сводная сестра Чета — Айшегюль Ялчин (Мерве Болугур), «заклятый враг» Су. 

## Основные персонажи
Су Мабенджи (Синем Кобал) — яркая и открытая девушка, происходящая, из очень богатой семьи Стамбула. Она живая, подвижная, умеет как грустить, так и веселиться. Своей искренностью сразу вызывает симпатию у окружающих. Су с детства дружит с Арзу Алпасан.
Айшегюль Ялчин (Мерве Болугур) — сводная сестра Четина, дочь Неслишах.
Быть в центре всеобщего внимания для Айшегюль жизненно необходимо. Она очень целеустремлённая. Она окружила себя глуповатыми приспешницами, которыми с лёгкостью манипулирует. Она чрезмерно остроумна и проницательна, сразу видит в человеке его слабость.Часто вследствие своих амбиций она выглядит надменной и коварной. Как бы там ни было, несмотря на то, что она ведёт себя как безжалостный манипулятор, внутри она чувствительная и любящая натура.
Безответно и безнадёжно влюблена в сводного брата Чэтина, но не признаётся в этом даже себе. Всей душой ненавидит последнего.
Имеет младшего брата Мемо, который является ей кровным по матери, о коим  ей становиться известно лишь через много лет. У парня заболевание аустического спекстра
Арзу Алпасан (Ипек Карапинар) — лучшая подруга Су, дочь известного модельера Бирижик Алпасан.  
С самого детства Арзу находилась в тени своей красивой и популярной матери.  Девушка страдает булимией. Отдавна завидует лучшей подруге Су, считая себя её тенью. Тайно влюблена в Али.
Четин «Чет» Атешоглу (Бурак Озчивит) — единственный сын бизнесмена Омера Атешоглу, сводный брат Айшегюль.
С детства имел трудные взаимоотношения с отцом, которые ожесточились, после того, как он женился на  Неслишах Ялчин, которая начала жить в их доме вместе с Айшегюль, в которую парень давно влюблён. Однако считает её отъявленной стервой из - за невозможности их союза, а её мать - обычной проходимкой и мошенницей, которой лишь бы вытащить деньги от Омера. Несмотря на жесткий характер и суровость Омэра безумно любит отца и всегда на его стороне. Взаимно ненавидит сводную сестрёнку. Мечтает вытворить её из дома вместе с матерью.
Чет - "принц ночи" Безудержное веселье его второе имя. Там где, появляется он не бывает скучно. Он весел, циничен к жизни, не лишён сарказма. Всецело наслаждается  своим статусом мажора. Имеет успех у девушек.
Влюблён в Айшегюль с 15 лет.
Демир Караман (Биркан Соколуу) — сын Шебнем Караман, Старший брат Мерич. 
Бедный, но умный  молодой человек. Вместе с сестрёнкой учиться в одном коледже с "золотой молодежью" которую на дух не переносит. Исключением является лишь Су Мабенджи в которую влюблён с первого дня учёбы. Однако, у парня не хватает смелости даже подойти к девушке
У Демира очень развито чувство справедливости. Все время пытается оградить сестру от общения с мажорами. Идеалист и безнадёжный романтик.
Любит и умеет вкусно готовить.
Али Эрараслан (Кадир Догулу) — единственный сын своих состоятельных родителей. Известный шалопай и бабник. Самый популярный парень колледжа. Лучший друг Чэтина и парень Айшегюль. Увлечён Су.
Шейла Тургут (Гонджа Вуслатери) — подруга Айшегюль. Занимается плаваньем.

## Другие персонажи
• Хевес Туран (Дилара Озтунч) — подруга Айшегюль и Шейлы. Дочь Самима Турана. Увлечена Чэтом.
• Мерич Караман (Эджем Узун) — дочь Шебнем Мабенджи, младшая сестра Демира. Хорошо рисует. Хочет стать известным модельером. Восхищается Айшегюль и мечтает подружиться с ней.
• Аслан-Джем Мабенджи (Мехметджан Минджинозлу) — старший брат Су, сын Эмре Мабенджи, Имеет проблемы с наркотической зависимостью.
• Шебнем Караман (Шенай Гюрлер) — мать Демира и Мерич Караман. Бывшая королева красоты и первая любовь Эмре.
• Неслишах Атешоглу (Энгинай Гюльтекин) — мать Айшегюль и Мемо, мачеха Чета, жена Омера Атешоглу.
• Бирижик Алпасан (Эбру Экель) — мать Арзу. Модный дизайнер одежды. Подруга Шебнем и Эмре по со студеньческих времен.
• Омер Атешоглу (Юлдирим Ураг) — отец Чета, отчим Айшегюль. Успешный бизнесмен в сфере строительства.
• Эмре Мабенджи (Хакки Эргок) — отец Су и Аслан-Джема. Сын Фикрийе.
• Фикрийе Мабенджи (Йылдыз Кюльтур) — бабушка Су и Аслан-Джема, мать Эмре.
• Ральф (Каан Тургут) — бывший знакомый Айшегюль и Чэтина с подростковых времен, Увевший когда то Айшегюль у Чэтина.
• Мемо Ялчин  (Мехмед Шекер) — младший брат Айшегюль по матери. У парня заболевание аустического спекстра.

## Награды и критика
Сериал получил несколько номинации на турецких церимониях награждения, и получил награды от Ayaklı Gazete ТВ звезда за "Лучший молодёжный сериал и "Лучшую молодую актрису"  (Мерве Болугур) в 2010 году. А также от "Экономического университета Измира" в 2011 году. ( Лучший молодёжный сериал")
| Год  | Награда                                            | Номинация                               | Итог        |
| ---- | -------------------------------------------------- | --------------------------------------- | ----------- |
| 2010 | Ayaklı Gazete ТВ звезда                            | Лучший молодёжный сериал                | Победа      |
| 2010 | Ayaklı Gazete ТВ Звезда                            | Лучшая молодая актриса ( Мерве Болугур) | Победа      |
| 2011 | Награда телевидения Анталии                        | Лучший молодёжный сериал                | Номинирован |
| 2011 | Ayaklı Gazete ТВ звезда                            | Лучший молодёжный сериал                | Номинирован |
| 2011 | Праздник весны в Экономическом Университете Измира | Лучший молодёжный сериал                | Победа      |

.
Также, трансляция проекта была весьма успешна во многих других странах помимо Турции. В их числе: Украина, Сербия, Болгария, а также Арабские страны.